# مانجو كيه جايان
مانجو كيه جايان هو ممثل هندي، ولد في 15 مارس 1966 في الهند. من الجوائز التي نالها جائزة فيلم فير جنوب.

## جوائز
- جائزة فيلم فير جنوب

## وصلات خارجية
- مانجو كيه جايان على موقع IMDb (الإنجليزية)
- مانجو كيه جايان على موقع قاعدة بيانات الفيلم (الإنجليزية)